# Санта Мария ла Карита
Санта Марѝя ла Карита̀ (на италиански: Santa Maria la Carità) е град и община в Южна Италия, провинция Неапол, регион Кампания. Разположен е на 16 m надморска височина. Населението на общината е 11 718 души (към 2010 г.).